# پادشاه چومهه
پادشاه چومهه (به کره‌ای: 첨해왕)، (سلطنت: ۲۴۷~۲۶۱ میلادی)؛ دوازدهمین پادشاه شیلا یکی از سه پادشاهی کره بود.وی از خاندان سوک و برادر کوچکتر پادشاه پیشین، چوبون بود.
همچنین سامگوک ساگی گزارش می‌دهد که پادشاه چومهه با گوگوریو آتش بس برقرار کرد و سلطنت او شاهد درگیری های مکرر با بکجه بود. خویشاوند چومهه، ژنرال سوک اورو، توسط مردم وا در سال ۲۵۰ میلادی کشته شد.
شکست در این زمان ضربه جدی به شیلا وارد کرد.  سپس شیلا برای محافظت در برابر ژاپن به بکجه و گوگوریو نزدیک شد، حتی اگر بکجه روابط نزدیکی داشت و با ژاپن متحد بود. با توجه به اینکه برخی از دولت های فتح شده دوباره به عنوان گایا ظاهر شدند، برخی از دولت-شهرها مستقل شدند. تا زمان سلطنت پادشاه جیجونگ بود که شیلا بر عواقب بعدی غلبه کرد و فتح خود را از سر گرفت.

## خانواده
- پدربزرگ: پادشاه بولهیو
- پدر: سوک گولجونگ
- مادر: ملکه اوگمو، از قبیله کیم
- برادر: پادشاه چوبون